# Beijing Stock Exchange

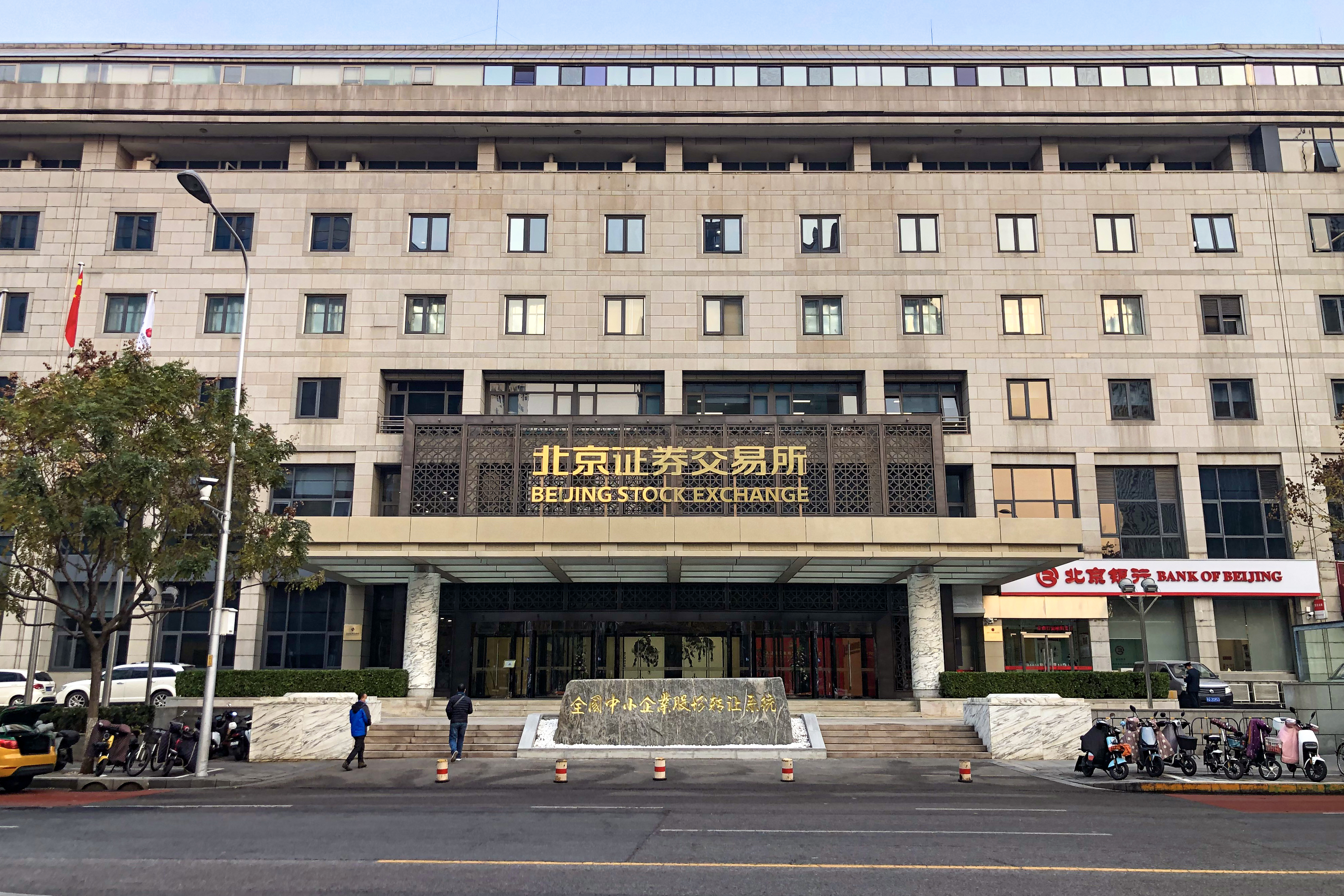
Beijing Stock Exchange (2021)

Die Beijing Stock Exchange (deutsch: Pekinger Börse; Kürzel BSE; Chinesisch: 北京证券交易所) ist eine Wertpapierbörse mit Sitz in Peking, China. Sie ist seit 2021 neben der Shanghai Stock Exchange und der Shenzhen Stock Exchange eine von drei unabhängig voneinander operierenden Wertpapierbörsen auf dem chinesischen Festland.

## Geschichte
Die Stadtregierung Pekings hatte sich jahrelang dafür eingesetzt, die National Equities Exchange and Quotations (NEEQ) (auch bekannt als „The New Third Board“ (新三板)) zu modernisieren und sie zu einem Zentrum für in den USA notierte chinesische Unternehmen zu machen.
Am 2. September 2021 verkündete Xi Jinping die Gründung der Pekinger Börse (BSE). Ziel war es, kleine und mittlere Unternehmen (KMU) in China zu unterstützen. Erreicht wurde dies durch die Reform der NEEQ und ihre Etablierung als zentrale Plattform für KMU. Im Jahr 2020 waren an der NEEQ fast 6.000 Unternehmen notiert, die meisten davon KMU. Am 3. September 2021 schloss die Beijing Stock Exchange Co., Ltd. ihre Unternehmensregistrierung ab. Aus den Registrierungsinformationen ging hervor, dass die NEEQ alleiniger Anteilseigner und damit Eigentümer der BSE war. Das eingetragene Kapital betrug 1 Milliarde RMB und die eingetragene Adresse war dieselbe wie die von NEEQ.